# Acronicta velia
Acronicta velia är en fjärilsart som beskrevs av William Schaus 1894. Acronicta velia ingår i släktet Acronicta och familjen nattflyn. Inga underarter finns listade i Catalogue of Life.